# Niphatrogleuma wildbergeri
Niphatrogleuma wildbergeri är en mångfotingart som beskrevs av Jean-Paul Mauriès 1986. Niphatrogleuma wildbergeri ingår i släktet Niphatrogleuma, ordningen vinterdubbelfotingar, klassen dubbelfotingar, fylumet leddjur och riket djur. Inga underarter finns listade i Catalogue of Life.